# Xã Carman, Quận Henderson, Illinois
Xã Carman (tiếng Anh: Carman Township) là một xã thuộc quận Henderson, tiểu bang Illinois, Hoa Kỳ. Năm 2010, dân số của xã này là 309 người.